# コウモリ由来のウイルス

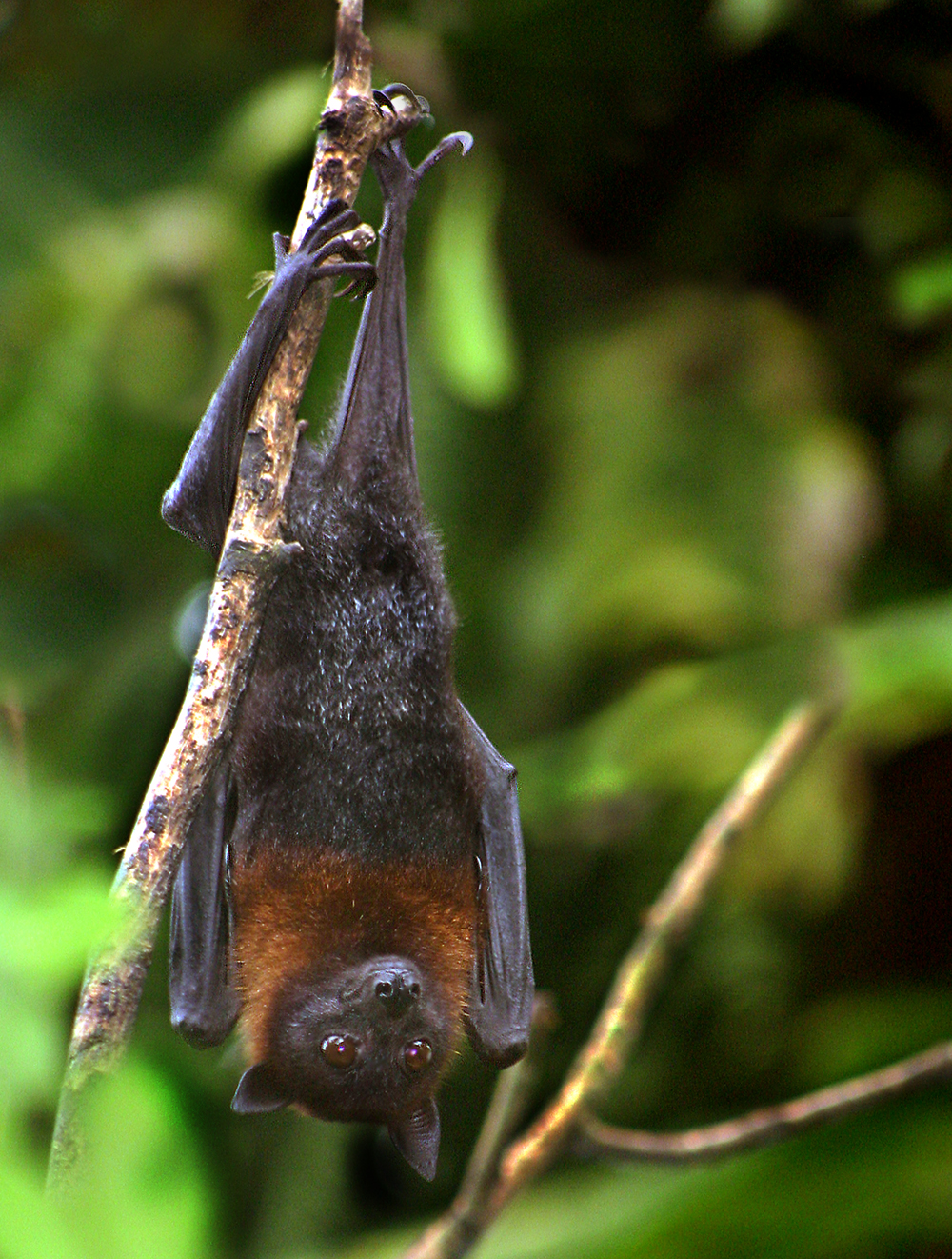
ライルオオコウモリ。高確率でニパウイルスを保有するとされる

コウモリ由来のウイルス（コウモリゆらいのウイルス、英: bat-borne virus）とは、コウモリをレゼルボアとしつつも、他の動物種へ感染することのできるウイルスを指す。コロナウイルス、ハンタウイルス、リッサウイルス属、ラッサウイルス、パラミクソウイルス科のヘニパウイルス、エボラウイルス属、マールブルグウイルスにコウモリ由来のウイルスが存在する。コウモリ由来のウイルスは、昨今の新興感染症の原因として重要視されている。ヒトにおいては、直接コウモリから感染して新興感染症を起こすことはまれで、間に家畜などの媒介動物を挟んだ上で、流行を起こすと考えられている。

## 伝播
コウモリ由来のウイルスの伝播経路としては、コウモリに噛まれた際の唾液に加え、唾液・糞・尿などのエアロゾルが考えられる。狂犬病ウイルスのように、新たに出現してきたコウモリ由来ウイルスにはコウモリから直接ヒトに伝播するものもあり、他にもエボラ出血熱で知られるエボラウイルス、重症急性呼吸器症候群の原因であるSARSコロナウイルス、中東呼吸器症候群の原因となるMERSコロナウイルスなどがある。
狂犬病ウイルス感染から狂犬病発症までの潜伏期間は人によって大きく異なり（30〜90日が多いが、1年以上という例もある）、この間患者は感染に気付かず無治療となる。潜伏期間が長いことから、コウモリに噛まれたことや接触したことすら覚えていない患者も多い。原因としては就寝中などで同じ空間にコウモリがいることに気付かなかったり、姿は確認していても噛まれたことに気付かなかったりすること、また閉鎖空間でコウモリの体液に触れることなどが考えられる。ここで考えられる「空間」とは、コウモリが住処とする洞窟に加え、屋根裏部屋、地下室、納屋・小屋など、ヒトの生活空間も含む。

## ウイルス感染に対するコウモリの感受性
コウモリのねぐら、生殖サイクル、移動、冬眠などの生活様式は、ウイルスに対する自然な感受性を生む原因だと考えられている。加えて、コウモリは他の哺乳類に比べ、ウイルスの持続感染率が高いことが知られている。この原因は、コウモリの抗体の半減期が短いためとされている。ヒトを始めとした他の哺乳類は多様な免疫機構を持っている一方で、コウモリは同じウイルスに再感染しやすいことも示されている。

## レゼルボアとしてのコウモリと齧歯類の比較
齧歯類もハンタウイルスなどを媒介することが知られているが、コウモリは飛行能力や渡り、就塒の関係で、齧歯類より広範囲に病気をばらまく可能性が高い。加えて、ある種のコウモリは人家の屋根裏をねぐらにすることを好み、そこから建物内へと入り込むこともある。一方の齧歯類は、コウモリよりは居場所が地理的に限定されており、ある季節地下の穴で冬眠したり、避難所として人家やその他の建物を利用する。また進化系列的に、コウモリの方がヒトにより近縁であることも原因として指摘されている。

## 実例
ヒトにおいては、直接コウモリから感染して新興感染症を起こすことはまれで、間に家畜などの媒介動物を挟んだ上で流行を起こすと考えられている。また、現在ヒトで感染を起こしたことが確認されているウイルスは、全てRNAウイルスであることも指摘されている。

### コロナウイルス

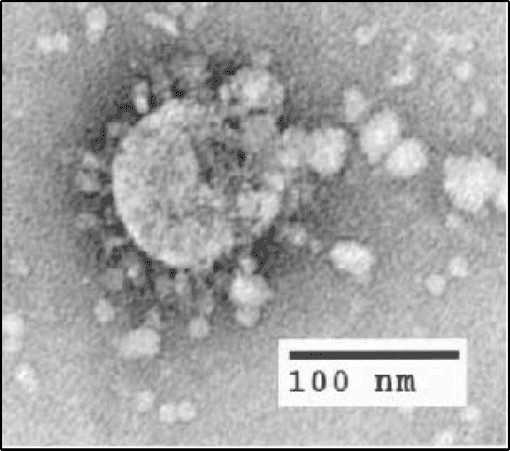
SARSコロナウイルスの電子顕微鏡写真 (CDC)

2002年に起きた重症急性呼吸器症候群（SARS、原因はSARSコロナウイルス）のアウトブレイク、また2012年の中東呼吸器症候群（MERS、原因はMERSコロナウイルス）アウトブレイクは、追跡の結果コウモリが元々の原因だったと考えられている（ただしコウモリからは遺伝子を検出したに留まっている）。コロナウイルスはプラス鎖の1本鎖RNAウイルスで、コロナウイルス亜科がアルファコロナウイルス (Alphacoronavirus)、ベータコロナウイルス (betacoronavirus)、ガンマコロナウイルス (gammacoronavirus)、デルタコロナウイルス (deltacoronaviruses) の4属に分けられるが、このうちアルファとベータがコウモリ由来とされる。

### 狂犬病ウイルスとリッサウイルス
狂犬病ウイルスとリッサウイルスは、同じくラブドウイルス科に属する。狂犬病を媒介する哺乳類はコウモリだけでないが、コウモリがこの病気を伝播することは広く知られている。例えばアメリカ合衆国では、コウモリが狂犬病の感染源として最多であり、1997年から2006年までの死亡例19件の内、17件でコウモリが関係していた。ただし、狂犬病による死亡例の原因としては、病名にも含まれる犬が圧倒的多数である（世界保健機関の統計では、ヒトに対する狂犬病伝播の99%が犬によるものである）。Arctic rabies virus (en) は、ホッキョクギツネをホストとして北極圏に広がっている。リッサウイルスもコウモリからの分離が報告されており、臨床症状も狂犬病ウイルスに似る。

### ハンタウイルス
齧歯類、トガリネズミで検出されるハンタウイルスは、2種のコウモリからも検出されている。Mouyassué virus (en) (MOUV) は、西アフリカ・コートジボワールの Mouyassué 村近くで捕まえられた Banana pipistrelle (en) （Neoromicia nana、アブラコウモリの近縁種）から単離された。マグボイ・ウイルスは、2011年に、シエラレオネのマグボイ川近くで捕獲されたミゾコウモリ科の Nycteris hispida（英: Hairy slit-faced bat）から単離された。どちらも1本鎖のマイナス鎖RNAウイルスでブニヤウイルス科に属している。

### フィロウイルス
フィロウイルス属は、ヒトやサルで出血熱を起こすことで知られ、マールブルグウイルスやエボラウイルスが含まれる。マールブルグ・エボラ両ウイルスともコウモリ由来と考えられ、SARSコロナウイルスと並んでヒト-ヒト感染を起こすことで知られる。

### ヘニパウイルス
ヘニパウイルスはパラミクソウイルス科に含まれる属で、ヘンドラウイルスとニパウイルスのふたつが特に知られている。ヘンドラウイルスはオオコウモリが自然宿主と考えられ、またニパウイルスはコウモリからの感染が示唆される症例が報告されている。